# Bristol Jupiter
Бристоль Юпитер III (Гном-Рон Юпитер 9A) — 9-цилиндровый однорядный звёздообразный поршневой двигатель, разработанный британской компанией «Бристоль».
Разработка началась в конце Первой мировой войны, затем последовала целая серия усовершенствований и доработок, сделавших этот двигатель одним из самых лучших в своё время. Двигатель был широко распространён в авиационной отрасли в 1920-х и 1930-х годах. По заключённым соглашениям производство двигателей также происходило во Франции (Гном-Рон Юпитер), Польше (PZS Jupiter) и в Советском Союзе (М-22). Было собрано тысячи двигателей всех модификаций.

## История
Юпитер был разработан во время Первой мировой войны Роем Федденом (Roy Fedden) во время его работы в Cosmos Engineering (Космос Инжиниринг). В послевоенное время быстрое сокращение расходов на военную отрасль сделало Cosmos Engineering банкротом в 1920 году и в конечном счёте она была приобретена Bristol Aeroplane Company. В то время двигатель стал одним из самых надёжных на рынке. Серийное производство было запущено в 1918 году и продолжалось вплоть до 1930 года.
Двигатель в некоторой степени был стандартной конструкции, но новшеством являлось наличие четырёх клапанов на каждом цилиндре, что было необычно в то время. Цилиндры были сделаны из кованой стали, хотя в 1927 году они были заменены на алюминиевый сплав из-за высокого брака при отливке заготовок из стали.
В 1925 году Рой Федден начинает разрабатывать новую модификацию двигателя. Уменьшив ход поршней для увеличения количества оборотов и установив механический Центробежный нагнетатель для повышения наддува, и как итога — мощности, в 1927 году появляется двигатель Bristol Mercury (Бристоль Меркурий). Таким же образом в 1927 году создаётся двигатель Bristol Pegasus (Бристоль Пегас). Ни тот и ни другой не смогли побить популярность двигателя Юпитер.
Он широко использовался на самолётах компании Handley Page (Хэндли Пэйж) — HP.42 Hannibal (Эйч-Пи.42 Ганнибал), летающих по маршруту Лондон — Париж в 1920-х. Также он устанавливался на de Havilland Giant Moth (дэ Хавилэнд Джаент Мос), de Havilland Hercules (дэ Хавилэнд Хекьюлиз), Юнкерс Г 31 (ставшим впоследствии знаменитым Ю-52) и на огромном гидроплане Dornier Do X (Дорнье До Икс), использовавшем двенадцать двигателей.
Военное применение было не так широко: двигатель устанавливался на самолёты Bristol Bulldog, Gloster Gamecock и Boulton-Paul Sidestrand. Также его можно было найти на многих прототипах стран по всей планете — от Японии до Швеции.
Впоследствии Юпитер начал производиться по лицензии в четырнадцати странах.
Во Франции производством занималась компания Гном-Рон, которой было предоставлено право не только выпускать двигатели, но и совершенствовать их, а также продавать сами двигатели и лицензии на их производство во всём мире, кроме Британской империи. Лицензия на производство двигателей Гном-Рон Юпитер в СССР была приобретена именно во Франции.
Siemens-Halske получила права на производство двигателей в Германии. На основе двигателя она создала более мощную модификацию Bramo 323 «Fafnir» (Брамо 323 Фафнир), которые впоследствии использовались на боевых самолётах.
В Японии правом на производство двигателей Jupiter владела авиакомпания Nakajima, использовавшая Jupiter как основу для разработки их собственного авиационного двигателя Kotobuki.
Больше всего двигателей, известных как М-22, было построено Советским Союзом. Они использовались, в частности, на ранних вариантах истребителя И-16.

## Применение

### Cosmos Jupiter
Великобритания
- Bristol Badger
- Bristol Bullet
- Sopwith Schneider
- Westland Limousine

### Bristol Jupiter
Великобритания
- Airco DH.9
- Boulton & Paul Bugle
- Boulton Paul P.32
- Boulton Paul Partridge
- Boulton Paul Sidestrand
- Blackburn Beagle
- Blackburn Nile
- Blackburn Ripon
- Bristol Badger
- Bristol Badminton
- Bristol Bagshot
- Bristol Beaver
- Bristol Bloodhound
- Bristol Boarhound
- Bristol Brandon
- Bristol Bulldog
- Bristol Bullfinch
- Bristol Jupiter Fighter
- Bristol Seely
- Bristol Type 72
- Bristol Type 75
- Bristol Type 76
- Bristol Type 89
- Bristol Type 92
- Bristol Type 118
- de Havilland Dingo
- de Havilland DH.72
- de Havilland DH.50
- de Havilland Dormouse
- de Havilland Hercules
- de Havilland Hound
- de Havilland Giant Moth
- de Havilland Survey
- Fairey IIIF
- Fairey Ferret
- Fairey Flycatcher
- Fairey Hendon
- Gloster Gambet
- Gloster Gamecock
- Gloster Gnatsnapper
- Gloster Goldfinch
- Gloster Goral
- Gloster Goring
- Gloster Grebe
- Gloster Mars
- Gloster Survey
- Handley Page Clive
- Handley Page Hampstead
- Handley Page Hare
- Handley Page Hinaidi
- Handley Page HP.12
- Handley Page H.P.42
- Hawker Duiker
- Hawker Harrier
- Hawker Hart
- Hawker Hawfinch
- Hawker Hedgehog
- Hawker Heron
- Hawker Woodcock
- Parnall Plover
- Saunders Medina
- Saunders Severn
- Short Calcutta
- Short Chamois
- Short Gurnard
- Short Kent
- Short Rangoon
- Short Scylla
- Short Springbok
- Short S.6 Sturgeon
- Short Valetta
- Supermarine Seagull
- Supermarine Solent
- Supermarine Southampton
- Vickers F.21/26
- Vickers F.29/27
- Vickers Jockey
- Vickers Type 143
- Vickers Type 150
- Vickers Valiant
- Vickers Vellore
- Vickers Vellox
- Vickers Vespa
- Vickers Viastra
- Vickers Victoria
- Vickers Vildebeest
- Vickers Vimy
- Vickers Vimy Trainer
- Vickers Wibault Scout
- Westland Interceptor
- Westland Wapiti
- Westland Westbury
- Westland Witch
- Westland-Houston PV.3

 Франция
- Bernard 190
- Blériot-SPAD 51
- Blériot-SPAD S.56
- Gourdou-Leseurre LGL.32
- Villiers 26

 Германия
- Arado Ar 64
- Dornier Do 11
- Dornier Do J
- Dornier Do X
- Junkers F.13
- Junkers G 31
- Junkers W 34

 Нидерланды
- Fokker C.V
- Fokker F.VIIA
- Fokker F.VIII
- Fokker F.IX

 Польша
- PZL P.7

 Чехословакия
- Aero A.32
- Avia BH-25
- Avia BH-33E

 Швеция
- Svenska Aero Jaktfalken

 СССР
- И-4
- И-5

### Gnome-Rhône Jupiter
Франция
- Bernard SIMB AB 12
- Blanchard BB-1
- Latécoère 6
- Lioré et Olivier LeO H-15
- Potez 29/4
- Wibault Wib.220
- Denhaut Hy.479

 Югославия
- Физир Ф1М-Јупитер

### М-22
СССР
- К-5
- К-12
- И-5
- И-15
- И-16
- И-4
- АИР-7[2]